# Isabella Kresche
Isabella Kresche (Graz, 28 november 1998) is een Oostenrijks voetbalspeelster. Ze speelt als doelverdediger voor Tampa Bay Sun FC in de NSWL.

## Clubcarrière
Kresche werd geboren in Graz in 1998. Ze studeerde af in de studie bedrijfsadministratie aan de wirtschaftsuniversität Wien in 2017. In haar tienerjaren begon ze met voetballen bij SV Neulengbach. Daarna kwam ze nog een seizoen uit voor LUV Graz Damen in haar geboortestad. Van 2016 tot 2022 kwam Kresche uit voor de Oostenrijkse Bundesligaclub SKN Sankt Pölten. Met deze club kwam ze meermaals uit in de Champions League. In 2022 vertrok ze naar Italië om voor US Sassuolo Calcio te gaan spelen in de Serie A. In een wedstrijd tegen Parma wist Kresche in maart 2023 twee penalty's tegen te houden. Door een schouderblessure kwam haar seizoen echter vervroegd ten einde.
In haar twee seizoenen bij Sassuolo eindigde Kresche op de zesde plaats in 2023 en vierde in 2024. Kresche maakte in september 2024 de overstap naar landskampioen AS Roma.
Voorafgaand aan het seizoen 2025/26 maakte Kresche de overstap naar het Amerikaanse Tampa Bay Sun FC.

## Statistieken
| Seizoen | Club               | Land             | Competitie | Wedstrijden | Doelpunten |
| ------- | ------------------ | ---------------- | ---------- | ----------- | ---------- |
| 2022/23 | US Sassuolo Calcio | Italië           | Serie A    | 20          | 0          |
| 2023/24 | US Sassuolo Calcio | Italië           | Serie A    | 2           | 0          |
| 2024/25 | AS Roma            | Italië           | Serie A    | 8           | 0          |
| 2025/26 | Tampa Bay Sun FC   | Verenigde Staten | NSWL       | 0           | 0          |
| Totaal  | Totaal             | Totaal           | Totaal     | 30          | 0          |

Laatste update: 21 juli 2025

## Interlandcarrière
Kresche werd voor het eerst opgeroepen voor het Oostenrijkse nationale team in 2022. In februari van dat jaar maakte ze haar debuut in een vriendschappelijke wedstrijd tegen Roemenië die Oostenrijk met 6-1 wist te winnen. Ze werd opgenomen in de Oostenrijkse selectie van het EK 2022 in Engeland als derde keepster achter Manuela Zinsberger en Jasmin Pal. Met Zinsberger als eerste keus onder de lat, haalde Oostenrijk de kwartfinale van het eindtoernooi, dat werd verloren van Duitsland.